# Miss Atlántico Internacional 2010
Miss Atlântico Internacional 2010 foi a 16ª. edição do tradicional concurso de beleza feminino de nível internacional sob o nome Miss Atlântico que ocorre anualmente na cidade de Punta del Este, no Uruguai. O certame foi transmitido ao vivo pelo sinal da Teledoce através do Canal 12 e transmitido pela Latinoamérica Televisión. Apresentado pelo ator argentino Gabriel Corrado, o evento ainda contou com a participação de dezesseis candidatas e teve como vencedora a venezuelana Jéssica Guillén.

## Resultados

### Colocações
| Posição   | País e Candidata               |
| Vencedora | - Venezuela - Jéssica Guillén  |
| 2º. Lugar | - Argentina - Mariana Palleiro |
| 3º. Lugar | - Cuba - Lisandra Rodríguez    |

### Premiações Especiais
- O concurso distribuiu as seguintes premiações:[3]

| Prêmio              | País e Candidata                   |
| Miss Internet       | - Brasil - Natasha Raymundo        |
| Miss Simpatia       | - Peru - Vanessa Núñez             |
| Miss Fotogenia      | - Uruguai - Johana Riva            |
| Melhor Fantasia     | - Estados Unidos - Priscilla Pérez |
| Melhor Traje Típico | - Argentina - Mariana Palleiro     |

## Jurados
Avaliaram as candidatas em biquini e entrevista:
| 1. Laetitia Princesa d’Arenberg, madrinha do concurso; 2. Sylvia Klemensiewicz, diretora da Revista SK; 3. Aharón Gini, diretor regional do Arapey Thernal Resort; 4. Francisco Calvete, representante da Cava Freixenet Uruguay; 5. Dr. Raúl Mochón, presidente do Grupo Solanas; 6. Carlos Scheck, jornalista do Diário El País; 7. Arnaldo Nardone, representante do Victoria Plaza Hotel; 8. Drª. Ana Pascale, ministra do Turismo e Esportes; e 9. Martin Sastre, diretor cinematográfico. | 1. Nicolás Castilla, representante da Florería Castilla; 2. Virginia Asti, representante da Beauty Planet; 3. Nelson Mancebo, promotor de eventos; 4. Luis Sotelo, representante da Rutas del Sol; 5. María del Rosario Rodríguez, da Revista Pasarela de la Moda; e 6. Alejandro D'Elia, representante do Solanas Vacation Club. |

## Embaixatrizes
Trata-se de prêmios dados pelos patrocinadores:
| Prêmio        | País e Candidata               | R     |
| Arapey Resort | - Uruguai - Johana Riva        | [ 5 ] |
| Colonia       | - Argentina - Mariana Palleiro | [ 6 ] |
| Hotel Brisas  | - Venezuela - Jéssica Guillén  | [ 7 ] |
| Solanas Club  | - Brasil - Natasha Raymundo    | [ 6 ] |

## Candidatas
Candidatas que disputaram o concurso este ano:
| País                 | Candidata                | I  | A    | Cidade Natal        | R      |
| Argentina            | Mariana Palleiro         | 19 | 1.74 | Buenos Aires        | [ 9 ]  |
| Bolívia              | Cecilia Toro Flores      | 19 | 1.72 | Cochabamba          | [ 10 ] |
| Brasil               | Natasha Raymundo         | 18 | 1.72 | Porto Alegre        | [ 11 ] |
| Chile                | Cristina Pedraza         | 20 | 1.74 | Santiago            | [ 12 ] |
| Costa Rica           | María Fernanda Quirós    | 17 | 1.72 | Palmira             | [ 13 ] |
| Cuba                 | Lisandra Silva Rodríguez | 22 | 1.75 | Havana              | [ 14 ] |
| Equador              | Yuliana Delgado Pontón   | 20 | 1.72 | El Oro              | [ 15 ] |
| Espanha              | María Dolores López      | 21 | 1.73 | Múrcia              | [ 16 ] |
| Estados Unidos       | Priscila Arana Pérez     | 19 | 1.71 | Nova Iorque         | [ 17 ] |
| Guatemala            | Julisa Pérez Ortiz       | 17 | 1.65 | Cidade da Guatemala | [ 18 ] |
| Panamá               | Nabil González Lozano    | 20 | 1.70 | Penonomé            | [ 19 ] |
| Paraguai             | Silvia Rodríguez Vega    | 19 | 1.72 | Assunção            | [ 20 ] |
| Peru                 | Vanessa Trigoso Núñez    | 22 | 1.72 | Lima                | [ 21 ] |
| República Dominicana | Lusmike Anais Dakuna     | 18 | 1.70 | São Domingos        | [ 22 ] |
| Uruguai              | Johana Riva Karapetian   | 19 | 1.75 | Montevidéu          | [ 23 ] |
| Venezuela            | Jessica Adriana Guillén  | 24 | 1.77 | Caracas             | [ 24 ] |

## Histórico
| - Cuba - Chile - Competiu pela última vez na edição de 2008 - Espanha - Competiu pela última vez na edição de 2006 - Estados Unidos - Competiu pela última vez na edição de 2006 - Guatemala - Competiu pela última vez na edição de 2005 | - Inglaterra - México - Suécia - Colômbia - Danna Corrales - México - Sarahi Carrillo |